# Ти се появи
Ти се появи (на английски: You Came Along) е романтичен филм от 1945 г. за Втората световна война, по сценарий на Айн Ранд. Главната роля изпълнява Робърт Къминг, а Лизабет Скот прави своя дебют в киното. Георят на Робърт Къминг има същото име, което по-късно през 1950 г. носи шоуто му The Bob Cummings Show.

## Роли
- Робърт Къминг — майор Боб Колинс
- Лизабет Скот — Иви Хочкис
- Дон Дефор — капитан У. „Шекспир“ Андърс
- Чарлз Дрейк — лейтенант Р. „Хубавеца“ Ханачек
- Джули Бишъп — г-жа Тейлър
- Ким Хънтър — Франсис Хочкис
- Робърт Съли — Бил Алън
- Хелън Форест — себе си
- Рис Уилямс — полковник Стъбс